# 辻子
辻子（ずし）は、大阪府高槻市の地名。現行行政地名は辻子一丁目から辻子三丁目。

## 地理
高槻市南部に位置する。辻子には、国道170号が通っているほか、辻子一丁目には東海道新幹線の高架線が通っている。また、辻子には中小企業が点在している。また、辻子近辺には家電量販店やアミューズメント施設などが建てられている。

### 辻子一丁目
辻子一丁目は1番から30番までの街区符号が割り当てられている。
主に中小企業が密集する地域である。主な事業所はムネカタ株式会社や高槻成型株式会社などであるが、高槻成型株式会社は業容拡大の為、タカセー株式会社に社名を変更し平成21年1月より同市唐崎西に移転している。

### 辻子二丁目
辻子2丁目は1番から30番までの街区符号の割り当ておよび、6・8・323・345番地が所在する。
主な事業所としては、アプライド高槻店、谷山工務店のほか、マクドナルド170号辻子店、大阪トヨタ高槻店、大阪トヨペット高槻店、トヨタカローラ新大阪南高槻店などがある。主に、自動車販売店やパソコンショップ、ファストフード店などがある地域である。
また、1975年ごろまで、国道170号および、大阪府道14号十三高槻線の「辻子交差点」の東側（大冠町一丁目側）には、京阪バス高槻営業所が存在した（現在は高槻市竹の内町70-1に移転）。数年前まで営業所跡は更地であったが、現在は十三高槻線が通っているため、当時の面影は見ることができない。

### 辻子三丁目
辻子3丁目は1番から75番までの街区符号の割り当ておよび、436番地が所在する。
主な事業所としては、UCC上島珈琲大阪工場、上島珈琲大阪北営業所、キングオブキングス高槻店などがある。また、ラウンドワン高槻店もあり、休日は若者や家族連れでにぎわう。
2011年4月、ラウンドワンの隣接地にドン・キホーテが開店した。

## 歴史
- 1696年（元禄9年） - 島上郡冠村より分村。
- 1889年（明治22年）4月1日 - 町村制施行により、他の11町村と新設合併。島上郡大冠村の大字となる。
- 1931年（昭和6年）1月1日 - 編入合併により、三島郡高槻町の大字となる。
- 1943年（昭和18年）1月1日 - 高槻町が市制施行、高槻市の大字となる。
- 1967年（昭和42年）11月1日 - 大字辻子・中小路・野中の一部をもって、新設する辻子二丁目となる。
- 1968年（昭和43年）6月1日 - 辻子・中小路・野中の大字廃止。辻子二丁目への一部編入および辻子一丁目、辻子三丁目を新設。

## 世帯数と人口
2020年（令和2年）3月31日現在（高槻市発表）の世帯数と人口は以下の通りである。
| 丁目       | 世帯数    | 人口    |
| ---------- | --------- | ------- |
| 辻子一丁目 | 549世帯   | 1,216人 |
| 辻子二丁目 | 375世帯   | 805人   |
| 辻子三丁目 | 891世帯   | 2,241人 |
| 計         | 1,815世帯 | 4,262人 |

### 人口の変遷
国勢調査による人口の推移。
| 1995年（平成7年）  | 3,373人 | [ 5 ] |  |
| 2000年（平成12年） | 3,304人 | [ 6 ] |  |
| 2005年（平成17年） | 3,295人 | [ 7 ] |  |
| 2010年（平成22年） | 3,821人 | [ 8 ] |  |
| 2015年（平成27年） | 3,907人 | [ 9 ] |  |

### 世帯数の変遷
国勢調査による世帯数の推移。
| 1995年（平成7年）  | 1,139世帯 | [ 5 ] |  |
| 2000年（平成12年） | 1,149世帯 | [ 6 ] |  |
| 2005年（平成17年） | 1,197世帯 | [ 7 ] |  |
| 2010年（平成22年） | 1,439世帯 | [ 8 ] |  |
| 2015年（平成27年） | 1,504世帯 | [ 9 ] |  |

## 校区
2022年（令和4年）4月時点において、市立小・中学校に通う場合、校区は以下の通りとなる。
| 丁目       | 番・番地等 | 小学校               | 中学校             |
| ---------- | ---------- | -------------------- | ------------------ |
| 辻子一丁目 | 全域       | 高槻市立冠小学校     | 高槻市立冠中学校   |
| 辻子二丁目 | 全域       | 高槻市立冠小学校     | 高槻市立冠中学校   |
| 辻子三丁目 | 全域       | 高槻市立竹の内小学校 | 高槻市立第十中学校 |

## 事業所
2018年（平成30年）現在の経済センサス調査による事業所数と従業員数は以下の通りである。
| 丁目       | 事業所数 | 従業員数 |
| ---------- | -------- | -------- |
| 辻子一丁目 | 18事業所 | 164人    |
| 辻子二丁目 | 24事業所 | 338人    |
| 辻子三丁目 | 49事業所 | 1,013人  |
| 計         | 91事業所 | 1,515人  |

## 交通

### バス
辻子へは、京阪バスおよび市営バスの「辻子」、京阪バスの「南辻子」、「内黒地橋」が最寄の停留所である。

### 道路
- 国道170号
- 十三高槻線

## 教育施設
辻子地区を管轄する教育機関は次のとおりである。
辻子1丁目・2丁目
- 高槻市立南大冠幼稚園
- 高槻市立冠小学校
- 高槻市立冠中学校

辻子3丁目
- 高槻市立桜台幼稚園
- 高槻市立竹の内小学校
- 高槻市立第十中学校

## その他

### 日本郵便
- 郵便番号 : 569-0036[3]（集配局：高槻郵便局[12]）。